# Șoarece subpământean
Șoarecele subpământean (Microtus subterraneus,  sinonim Pitymys subterraneus) este un șoarece din familia Cricetidae, subfamilie Arvicolinae, de talie mică (lungimea cap + trunchi = 7-10 cm; greutatea = 12,5-23,5 g.), răspândit în principal în Europa, inclusiv în România și Republica Moldova.

## Descrierea
Șoarecele subpământean este un rozător arvicolin de talie mică, având lungimea cap + trunchi = 75-106 mm; coada = 22-35 mm; greutatea = 12,5-23,5 g. Longevitatea este numai 1-2 ani.
Are o blana deasă, cu peri lungi, subțiri și moi. Blana are o culoare brun-închisă sau cenușiu-închisă pe spate, mai deschisă pe laturile corpului și alburie-cenușie pe abdomen. Cele două zone de culoare de pe spate și abdomen sunt clar delimitate. Puii au blana de culoare mai închisă. 
Coada scurtă este acoperită uniform cu peri scurți dar deși, mascând inelele solzoase și nu se termină cu un smoc de peri lungi. Culoare cozii este mai închisă dorsal, decât ventral. 
Capul este turtit, ochii sunt rotunzi și foarte mici, cât gămălia de ac, iar urechile de asemenea foarte mici, abia se văd din blană și reprezintă un exemplu de organe involuate ca urmare a vieții subterane.
Membrele sunt scurte și subțiri, cu câte 5 tuberculi (pernițe elastice) plantari pe tălpile picioarelor. Tălpile anterioare sunt mai late și au gheare mai puternice, ca adaptări la săpatul galeriilor.
Femelele au 2 perechi de mamele.

## Răspândirea geografică
Șoarecele subpământean se întâlnește în Europa de la coasta atlantică a Franței până în Rusia Europeana, Peninsula Balcanică și Caucaz. Populații izolate se găsesc în Estonia și aproape de St Petersburg, Rusia. Lipsește din Danemarca, Peninsula Scandinavă și nordul Poloniei. În afara Europei, se întâlnește în vestul Asiei Mici (Turcia) și Persia.
A fost găsit  în următoarele țări: Albania,  Austria,  Belarus,  Belgia,  Bosnia și Herțegovina,  Bulgaria,  Croația,  Republica Cehă,  Estonia,  Franța,  sudul Germaniei,  Grecia,  Ungaria,  nordul Italiei,  Liechtenstein,  Luxemburg,  Macedonia, fosta Republică Iugoslavă,  Moldova,  Muntenegru,  Olanda,  Polonia,  România,  Federația Rusă,  Serbia,  Slovacia,  Slovenia,  Elveția,  Turcia, Ucraina.

## Răspândirea în România
În România este răspândit în mai toate regiunile din țară, într-un areal discontinuu, fără a fi numeros. Este larg răspândit din zonele de câmpie până la altitudinea de 2400 m, prin pășunile și fânețele din zonele de șes și deal, iar la munte prin terenurile deschise, cu tufișuri de jnepeni și bujori de munte.

## Habitat
Șoarecele subpământean trăiește în terenurile ierboase, cu un oarecare grad de umiditate: terenuri cultivate sau cu plante spontane, pajiști și grădini, fânețe puternic înierbate, poieni din pădurile de munte, adesea chiar în cele de câmpie, până în pășunile de pe crestele munților și golul de munte (de ex. în Retezat).  Evită însă mlaștinile. În pădurile de foioase șoarecele subpământean nu este legat de prezența umidității solului, iar la altitudini de 600-700 m trăiește pe versanții însoriți.

## Comportament
Este galericol. Numele șoarecelui subpământean provine de la felul său de viață, dusă în galerii, pe care le face săpând tunele cu ghearele și tălpile anterioare; cele posterioare servesc la aruncarea înapoi, pe sub abdomen, a pământului dislocat. Galeriile sunt foarte strâmte, lungi și întortocheate, cu puține ieșiri la suprafață.  Nu scoate mușuroaie pe traiectul galeriilor. Cele mai multe galerii sunt superficiale (10-15 cm), acoperite de litieră,  adâncimea maximă a galeriilor nu depășește 40 cm. 
Nu hibernează. Pe vreme vreme ploioasă și pe ninsoare și ger își astupă intrările galeriilor și renunță la ieșirile pe sol pentru căutarea hranei pe durate de 2-3 zile.
Este un foarte bun alergător pe sol, iar la nevoie înoată prin apă. Este deosebit de activ tot timpul anului, iar în cursul celor 24 ore, devine mai activ după asfințitul soarelui, fiind un animal predominant nocturn și circulă pe cărările croite prin iarba deasă. Ziua stă de obicei ascuns în culcușurile situate în tunelele cele mai adânci; mai rar iese și ziua, mai ales după amiază. 
Este un animal gregar, și trăiește în grupuri separate pe sexe, în afara perioadei de împerechere. Într-o galerie trăiesc 6-8 indivizi, de obicei membrii aceleiași familii. 
Nu au fost observate înmulțiri explozive, de tipul invaziilor altor specii de rozătoare microtide, și nici migrații.

## Hrana
Se hrănește cu părțile subterane ale plantelor cultivate și spontane (rizomi, rădăcini, bulbi), dar și cu părțile verzi aeriene, moi ale plantelor și cu ciuperci. Mănâncă ocazional și insecte.
Pentru vremea nefavorabilă (vreme ploioasă și iarnă) își face provizii din boabe și semințe.

## Reproducerea
Perioada de reproducere are loc din martie până în septembrie. Gestația durează 21 de zile, după care femelele se retrag în culcușuri unde nasc 2-5 pui. În România, nu se nasc mai mult de 2-3 generații de pui pe an.
Puii sunt golași și au ochii acoperiți de pleoapele lipite în primele 10-15 zile de viață. Ei sunt alăptați 3 săptămâni, iar după înțărcare pot părăsi imediat culcușul, pentru a se hrăni singuri. Ating maturitatea sexuală la vârsta de 7-8 săptămâni (două luni)

## Dușmanii naturali
Principalii  dușmanii naturali ai șoarecelui subpământean sunt mamiferele carnivore (vulpi, nevăstuici, hermine, dihori și bursuci) și păsările răpitoare de noapte,  mai rar șerpii. Fiind preponderent nocturn este rar atacat de păsărilor răpitoare de zi.

## Importanța practică
Este considerat dăunător pentru că distruge plantele, rozându-le rădăcinile.
Având în vedere că populațiile șoarecelui subpământean sunt mici în România, el produce pagube minore prin consumul de masă verde sau zarzavaturi din culturi; iar în anii  când populațiile cresc numeric, daunele produse sunt strict localizate.

## Subspecii
În România au fost identificate următoarele 5 subspecii:
- Pitymys subterraneus subterraneus, de Selys-Longchamps, 1836 = Șoarece subpământean mic.
- Pitymys subterraneus dacius Miller, 1908 = Șoarece-subpământean. Semnalat printr-un singur exemplar prins la Găgeni - Prahova.
- Pitymys subterraneus transsylvanicus Ehik, 1924 = Șoarece subpământean de Făgăraș. Semnalat în munții Făgăraș, în apropierea lacului Bâlea, la altitudinea de 2046 m.
- Pitymys subterraneus nyirensis Ehik, 1930 = Șoarece subpământean. Semnalat lângă Satu-Mare.
- Pitymys subterraneus klozeli Ehik, 1924. = Șoarecele subpământean al lui Klözel. Semnalat în Munții Căliman, la Drăguș.

Mai milți cercetători pun sub semnul întrebării existența ultimilor 4 subspecii, susținând că în România există numai o singură subspecie de șoarece subpământean, Pitymys subterraneus subterraneus.